# Fließ (Gewässername)

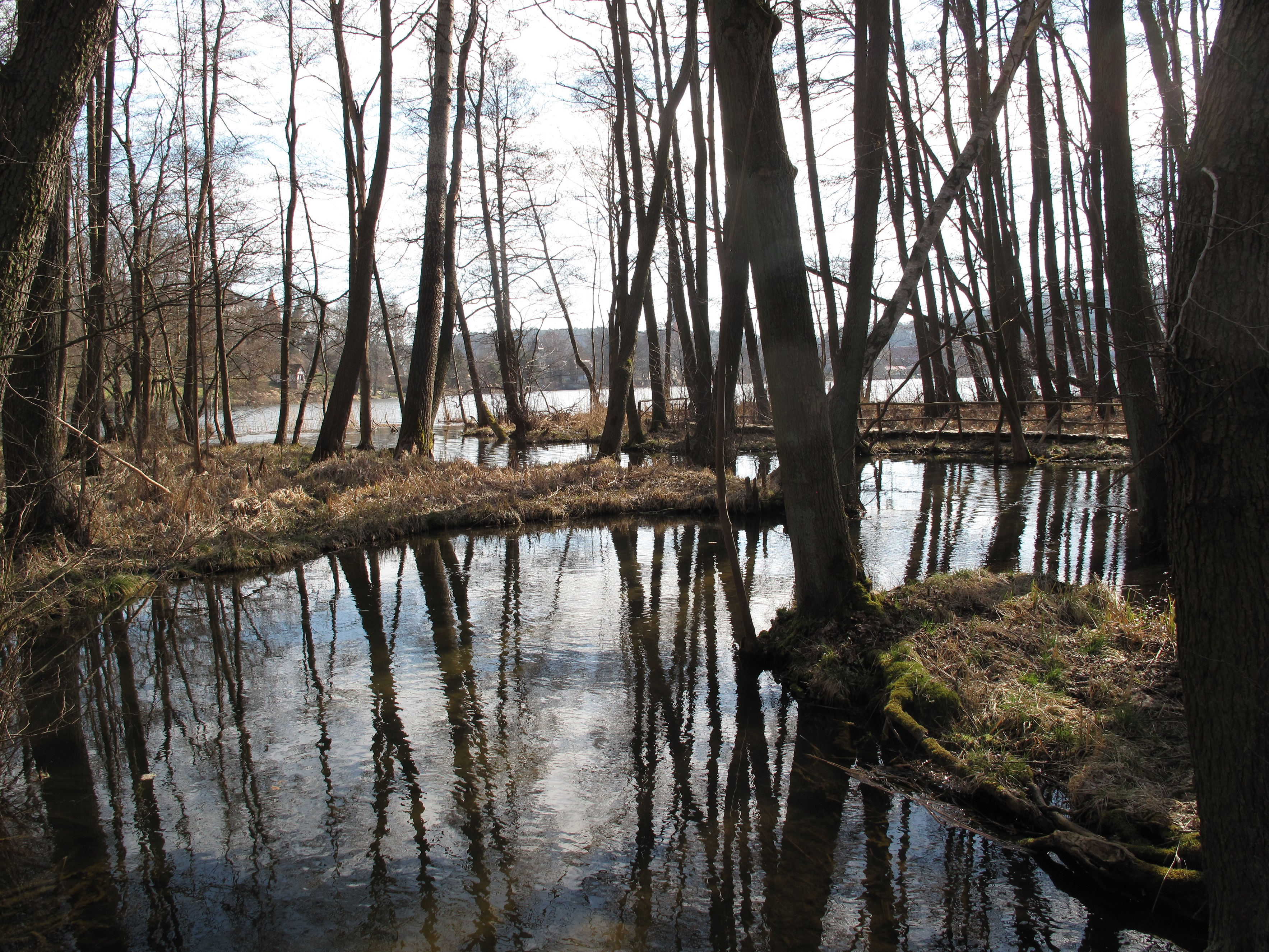
Mündungsbereich des Werderfließ

Fließ (Neutrum; von mittelhochdeutsch vliez [Maskulinum, Femininum] „Fluß, Bach, Strömung“) ist ein altes Wort für einen Wasserlauf. In Brandenburg, Berlin und Sachsen wird es noch heute als Hydronym für „Bach“ verwendet. In märkischen Dialekten heißt es Fliët. Im Niederdeutschen entspricht es dem Fleth oder Fleet, im Niederländischen der Vliet. 

## Beispiele
- Fredersdorfer Mühlenfließ, ein Bach in Brandenburg und Berlin (Barnim, Müggelspree)
- Großes Fließ, ein Fluss in Brandenburg (Niederlausitz)
- Hammerfließ, ein Bach in Brandenburg (Baruther Urstromtal)
- Hellmühler Fließ, ein Bach in Brandenburg (Barnim)
- Lichtenower Mühlenfließ, ein Bach in Brandenburg (Barnim)
- Neuenhagener Mühlenfließ, ein Bach in Brandenburg und Berlin (Erpetal)
- Pfefferfließ, ein Bach in Brandenburg (Naturpark Nuthe-Nieplitz)
- Rieploser Fließ, ein Graben in Brandenburg (Naturpark Dahme Heideseen)
- Rudower Fließ, ein Bach in Berlin-Rudow
- Sophienfließ, ein Bach in Brandenburg (Märkische Schweiz)
- Tegeler Fließ, ein Bach in Brandenburg und Berlin (Barnim)
- Werderfließ, ein Bach in Brandenburg (Märkische Schweiz)
- Weigersdorfer Fließ, ein Bach in Sachsen (Oberlausitzer Heide- und Teichgebiet)